# Infraspecifieke naam
Een infraspecifieke naam (voorheen ternaire of driedelige naam) is in de botanische nomenclatuur voorgeschreven door de regels (ICNafp, voorheen ICBN) voor elk taxon beneden de rang van soort. Een dergelijk taxon heet een infraspecifiek taxon. Taxa in de rang van soort en hoger, maar lager dan de rang van geslacht krijgen een binaire of tweedelige naam.
Rangen van infraspecifieke taxa die expliciet genoemd worden in de ICNafp zijn:
- subspecies of ondersoort - aanbevolen afkorting: "subsp." ("ssp." wordt ook weleens gebruikt)
- varietas of variëteit - aanbevolen afkorting: "var."
- subvarietas of ondervariëteit - aanbevolen afkorting: "subvar."
- forma of vorm - aanbevolen afkorting: "f."
- subforma of ondervorm - aanbevolen afkorting: "subf."

De naam van een infraspecifiek taxon bestaat uit de naam van een geslacht (genus) en twee epitheta. Tussen het tweede en derde epitheton wordt een verbindende term gebruikt om de rang aan te duiden:
- Acanthocalycium klimpelianum var. macranthum
ook te schrijven als Acanthocalycium klimpelianum var. macranthum (Rausch) J.G.Lamb. (1998)[1]
- Astrophytum myriostigma subvar. glabrum
ook te schrijven als Astrophytum myriostigma subvar. glabrum Backeb. (1961)[2]
- Pinus nigra subsp. salzmannii
ook te schrijven als Pinus nigra subsp. salzmannii (Dunal) Franco (1943)[3]

NB. Het zoölogische equivalent van een infraspecifieke naam is een trinominale naam of trinomen.